# Analogový počítač

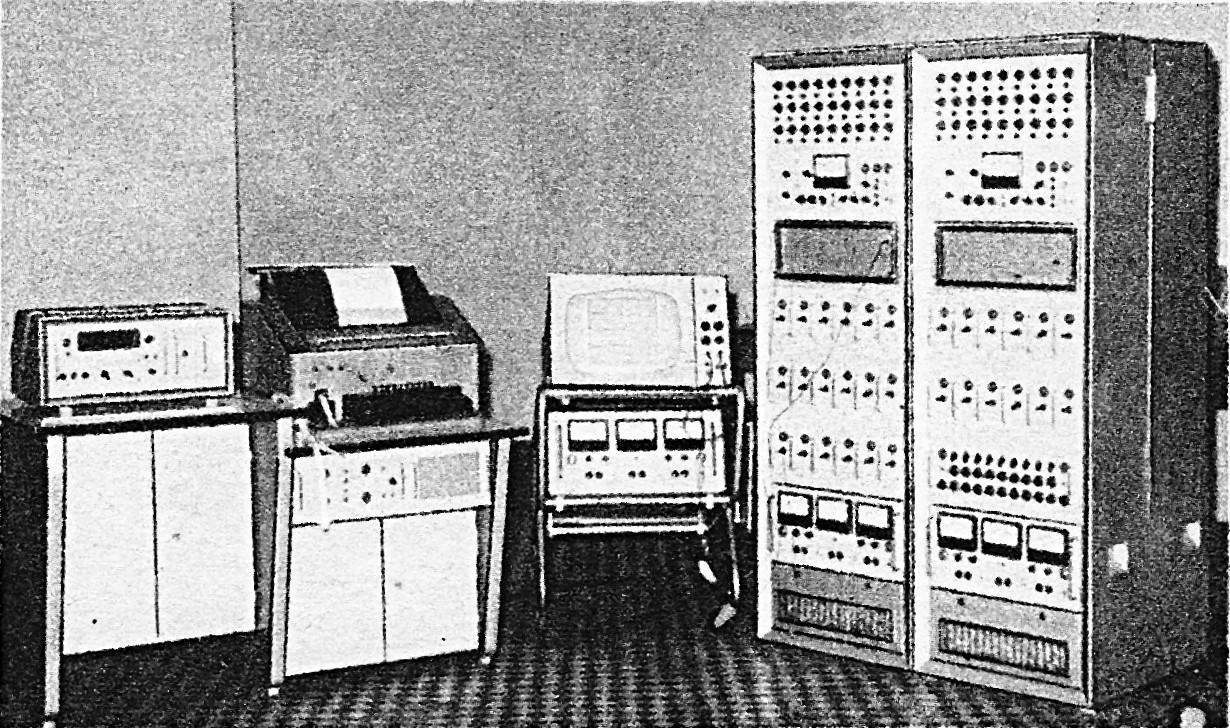
Polský analogový počítač ELWAT

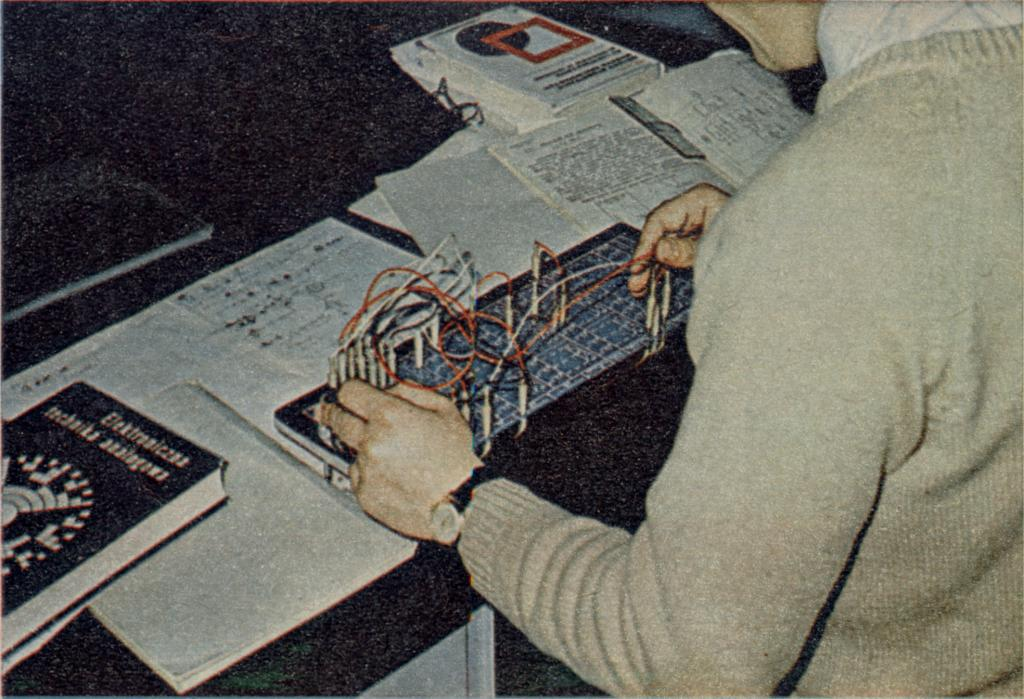
„Programování“ počítače ELWAT spočívalo v propojení potřebných funkčních bloků. (Např. zesilovače, integrační, derivační články…)

Analogový počítač je v informatice označení pro historický počítač, který fungoval na principu podobnosti různých systémů, tj. jejich analogii, která spočívá ve shodném matematickém vyjádření těchto systémů. Umožňoval simulování a zkoumání fyzikálních dějů nebo početních operací pomocí mechanických operací nebo elektrického napětí. Podmínkou je, aby se obě soustavy chovaly podle stejného matematického zákona.

## Popis činnosti
Elektrický počítač zpracovával analogové (spojité) signály, na jejichž změnu reagoval téměř okamžitě. Proto byly na začátku 2. poloviny 20. století analogové počítače využívány pro řešení složitých matematických úloh a simulací, avšak se vzrůstajícím výkonem byly od 50. let kombinovány s číslicovými počítači (tzv. hybridní počítače) a později byly číslicovými počítači plně nahrazeny.
Zpracování je v analogovém počítači realizováno pomocí elektronických obvodů, které na vstupu přijímají spojitý elektrický signál. Signál může reprezentovat libovolnou fyzikální veličinu, kterou umíme převést na elektrické napětí nebo proud. Obvody mají definovánu přenosovou charakteristiku, jejíž parametry můžeme měnit a simulovat tak chování různých procesů (soustav). Na výstupech obvodů získáme výsledný průběh, závislý na nastavených parametrech.
Základním obvodem může být například operační (diferenční) zesilovač se zpětnou vazbou. Změnami parametrů zpětné vazby měníme přenosovou charakteristiku zesilovače, viz zapojení s operačním zesilovačem.
Analogové počítače jsou rychlé - reagují na vstupy v reálném čase, ale ne příliš přesné. Používaly se např. ve vojenství (zaměřovače), v automatizaci (modelování regulované soustavy), měření a podobných oborech. 
V dnešní době jsou většinou analogové počítače nahrazeny číslicovými počítači. Výkon číslicových počítačů stále roste a dnes je jednodušší modelovat různé procesy pomocí číslicových počítačů, než vyrábět specializovaná zařízení.

## Vývoj v Československu
V Československu byly vyráběny v 60.  až 70. letech analogové počítače řady MEDA, dále tranzistorové počítače řady MEDA-T (řady MEDA 40 T, MEDA 41 T, MEDA 42 T) které dokázaly řešit lineární a nelineární diferenciální rovnice až 24. řádu.. Tyto počítače byly dále rozšířeny o moduly, které umožňovaly hybridní prácí (spojení s digitální částí) - jedná se o MEDA 41 TC a modul SPOZA, MEDA 43 HA. Dále vznikl analogový počítač ADT3000, kerý se spojoval s číslicovými počítači řady ADT 4000 a s číslicovými počítači Robotron KRS 4200 a Robotron 4000 z NDR do hybridního systému nazývaného ADT7000.Pro potřeby výuky byl vytvořen počítač AP-Š (analogový počítač školní) nebo MEDA 50, který se dal propojit s IQ-151.

## Elektronické analogové počítače
Podobnost mezi lineárními mechanickými součástkami, jako jsou pružiny a tlumiče, a elektrickými součástkami, jako jsou kondenzátory, cívky a rezistory může být i zarážející, pokud na ně pohlížíme z matematického hlediska. Mohou být modelovány pomocí rovnic, které mají v podstatě stejnou formu. Rozdíl mezi těmito systémy je v tom, co dělá analogové výpočty užitečnými. Pokud vezmeme v úvahu jednoduchý hmotnostní pružinový systém, realizace fyzického systému by vyžadovala nákup mnoha pružin a pomocných závaží. Postup by vypadal takto: pružiny by se připojily k sobě a vhodně se upevnily, zhotovilo by se testovací zařízení s vhodným vstupním rozsahem, a nakonec by se provádělo měření, což bývá celkem složité.
Elektrickým ekvivalentem by mohla být konstrukce operačních zesilovačů a nějakých pasivních lineárních součástek; všechna měření pak mohou být prováděna osciloskopem. V obvodu mohu simulaci zatížení pružiny nahradit potenciometrem. Elektronický systém je vlastně obdobou fyzického, ale je levnější na jeho realizaci, bezpečnější a dá se snáze modifikovat. Elektronické obvody umí také pracovat ve vyšších frekvencích, než pro které byly simulovány. To umožňuje simulaci běžet rychleji než v reálném čase a získávat tak rychlejší výsledky.
Nevýhodou této mechanicko-elektrické analogie je v tom, že elektronika je omezena na určitý rozsah. Tento případ je označen jako dynamický rozsah. Jsou také omezeny hladinou šumu. Tyto elektrické obvody mohou také snadno provádět další simulace, například napětí můžeme simulovat jako tlak vody a proud se dá simulovat jako průtok vody z hlediska metrů krychlových za sekundu.
Digitální systém využívá úroveň diskrétního elektrického napětí jako kódy pro symboly. Manipulace s těmito symboly je princip, jakým digitální počítač pracuje. Elektronický analogový počítač pracuje s křivkami časových průběhů signálu (napětí nebo proud). Přesnost čtení aktuálního stavu analogového počítače je omezena hlavně přesností zařízení, které aktuální stav čte. Proto se jich při čtení používá více najednou. Přesnost digitálního počítače musí být veliká a je omezena hlavně časem. Digitální počítač může počítat mnoho číslic současně (paralelně), nebo může stejný počet číslic získat tím, že provádí výpočty v časové posloupnosti.

## Optické analogové počítače
Optické analogové počítače jsou známy již ze 20. století. Umí například řešit 2D Fourierovu transformaci. Výpočty pomocí klasického světla dokazují i svou výpočetní nadřazenost vůči digitálním superpočítačům.

## Klasické pravděpodobností počítače
Pravděpodobností počítače využívají pravděpodobnostích bitů. Jejich realizace může být například termodynamická. Takové počítače mohou řešit jisté problémy efektivněji než klasické nepravděpodobnostní počítače.